# El passerell
El passerell (títol original: The Freshman) és una pel·lícula estatunidenca estrenada el 1990, dirigida per Andrew Bergman, amb Marlon Brando, Bruno Kirby i Matthew Broderick. Ha estat doblada al català.

## Argument
Tot just arribat a Nova York, Clark Kellogg, un jove i innocent estudiant de cinema, és atracat per un fals taxista. Però aquest incident el porta a conèixer Carmine Sabatini, mafiós sòsia del Padrí, que li confia una missió insòlita: transportar un misteriós paquet destinat a una assemblea secreta de gurmets...

## Repartiment
- Matthew Broderick: Clark Kellogg
- Marlon Brando: Carmine Sabatini
- Bruno Kirby: Victor Ray
- Penelope Ann Miller: Tina Sabatini
- Frank Whaley: Steve Bushak
- Jon Polito: Chuck Greenwald
- Richard Gant: Lloyd Simpson
- Kenneth Welsh: Dwight Armstrong
- Pamela Payton-Wright: Liz Armstrong
- B.D. Wong: Edward
- Maximilian Schell: Larry London